# 价格

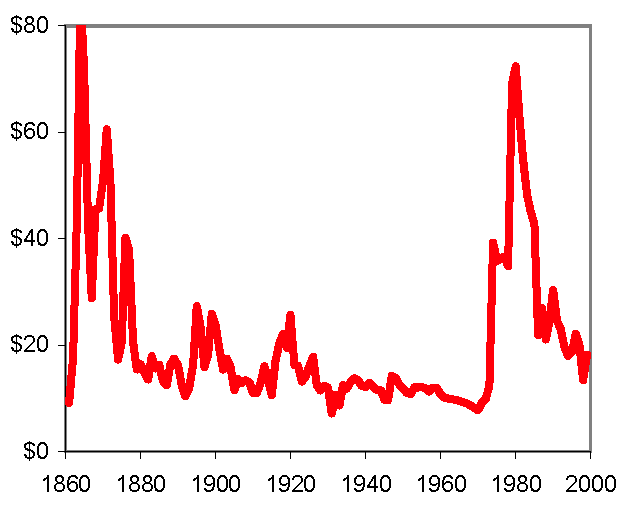
20世紀油價走勢圖

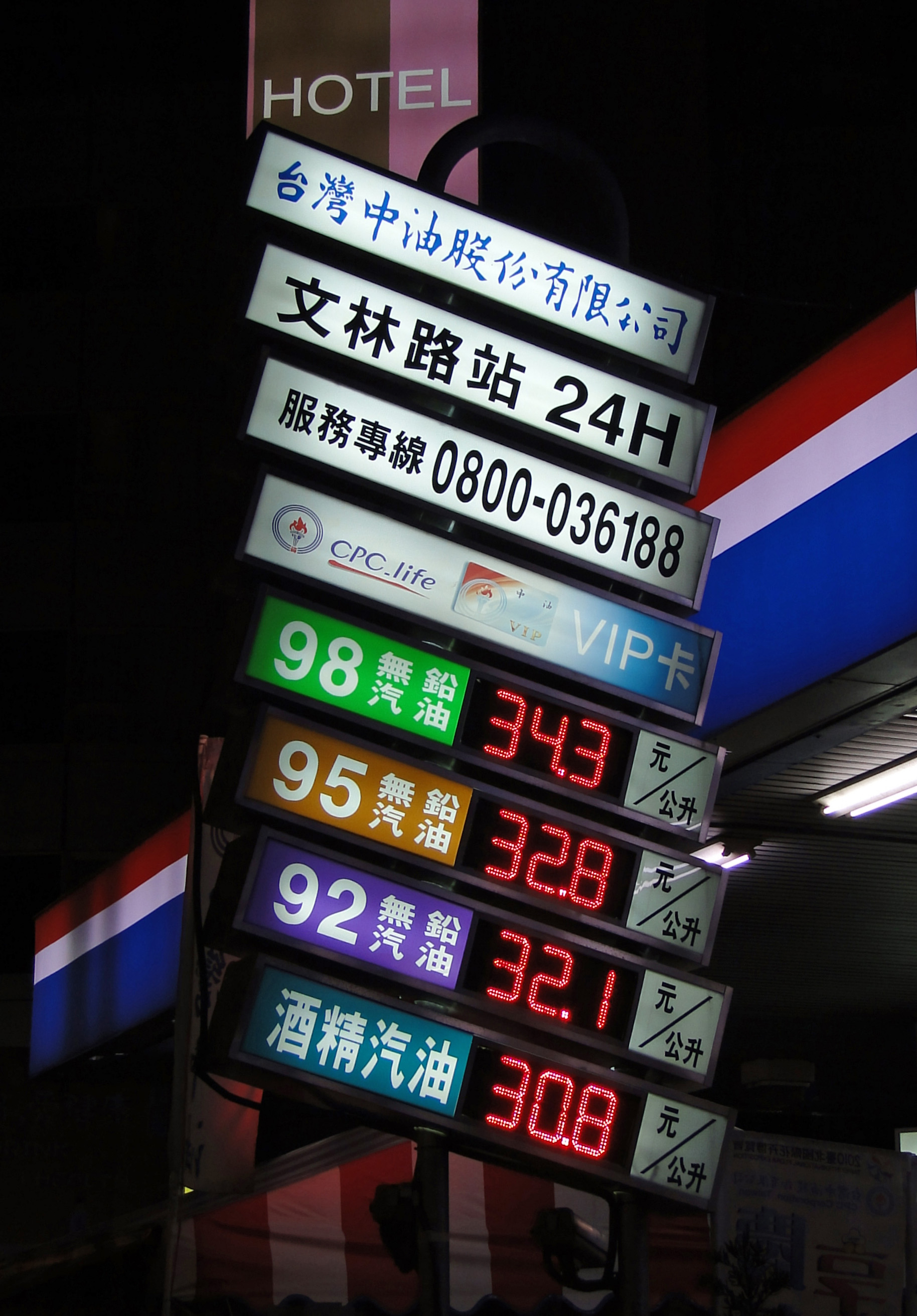
台灣的價格表

在经济学及營商的過程中，價格是一項以货币為表现形式，為商品、服務及資產所訂立的價值數字。在微觀經濟學之中，資源在需求和供應者之間重新分配的過程中，價格是重要的變數之一。

## 傳統定義
在現代社會的日常應用之中，價格一般指進行交易時，買方所需要付出的消費支出。
經濟學角度來說，價格泛指買賣雙方就買賣商品的訂立的兌換比率，舉例說：假如買賣過程中，商品甲換得兩個單位的商品乙，一單位的商品甲的價格便為兩單位的商品乙，而一單位的商品乙的價格則為半單位的商品甲。由於現代社會以金錢交換為主流的買賣方式，買賣雙方其中一方會以金錢付款，因此商品的價格便可以以金錢作為單位，不同商品的價格亦因單位相同而能夠比較。
留意一件商品的價格，與其用途或傳統觀念的「價值」並無必然的直接關係。在經濟學角度來說，一件商品的價格取決於商品的供應及需求，商品甲即使在用途上較商品乙少，但亦能因為其供應量與需求比例小，而較商品乙有更高的價格，可參見鑽石與水悖論。

## 相對價格與名義價格
金錢價格是指商品以特定貨幣進行交易下的價值數字，相對價格則指產品與交換物品進行交易時的兌換比率，假定金錢的供應不變的話，商品之間與金錢相對價格是可以比較的，商品之間亦可以以金錢價格比較出相對價格。
然而當特定金錢或貨幣的供應增加，該金錢或貨幣與商品之間的相對價格均出現下降（即通貨膨漲）時，商品在金錢或貨幣的供應增加期間的金錢價格便出現變動，在金錢或貨幣供應增加的前後期間，商品以該貨幣所訂的名義價格上升，同時商品之間的實際相對價格維持不變。

## 價格形成

### 市場機能
定義：供需雙方共同決定的價格/數量
市場均衡：供需雙方互相調整價格後，當市場供給量=需求量時，稱作市場均衡，成交價格及為均衡價格，成交數量為均衡數量。

### 政府政策
定義：以公權力干預商品價格與生產數量。

## 市場狀況

### 供過於求
定義：需求量<供給量（產品過剩）
影響：因生產過剩價格下跌，生產者減少供給量，消費者增加購買量。

### 供不應求
定義：需求量>供給量（產品缺貨）
影響：因生產不足價格上升，生產者增加供給量，消費者減少購買量。

### 供需均衡
定義：需求曲線和供給曲線交會點，又稱市場均衡。
- 建議售價